# Hyphessobrycon coelestinus
Hyphessobrycon coelestinus är en fiskart som beskrevs av Myers 1929. Hyphessobrycon coelestinus ingår i släktet Hyphessobrycon och familjen Characidae. Inga underarter finns listade i Catalogue of Life.